# Phát triển bền vững

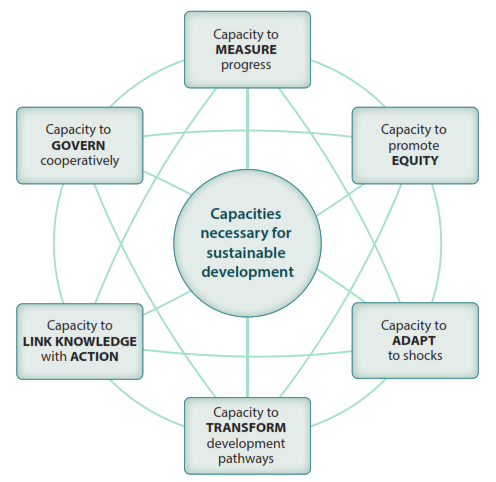
Sáu nguyên tắc của phát triển bền vững.

Phát triển bền vững là một khái niệm mới nhằm định nghĩa một sự phát triển về mọi mặt trong xã hội hiện tại mà vẫn phải bảo đảm sự tiếp tục phát triển trong tương lai xa. Khái niệm này hiện đang là mục tiêu hướng tới nhiều quốc gia trên thế giới, mỗi quốc gia sẽ dựa theo đặc thù kinh tế, xã hội, chính trị, địa lý, văn hóa... riêng để hoạch định chiến lược phù hợp nhất với quốc gia đó.

## Định nghĩa
Thuật ngữ "phát triển bền vững" xuất hiện lần đầu tiên vào năm 1980 trong ấn phẩm Chiến lược bảo tồn Thế giới (công bố bởi Hiệp hội Bảo tồn Thiên nhiên và Tài nguyên Thiên nhiên Quốc tế - IUCN) với nội dung rất đơn giản: "Sự phát triển của nhân loại không thể chỉ chú trọng tới phát triển kinh tế mà còn phải tôn trọng những nhu cầu tất yếu của xã hội và sự tác động đến môi trường sinh thái học".
Khái niệm này được phổ biến rộng rãi vào năm 1987 nhờ Báo cáo Brundtland (còn gọi là Báo cáo Our Common Future) của Ủy ban Môi trường và Phát triển Thế giới - WCED (nay là Ủy ban Brundtland). Báo cáo này ghi rõ: Phát triển bền vững là "sự phát triển có thể đáp ứng được những nhu cầu hiện tại mà không ảnh hưởng, tổn hại đến những khả năng đáp ứng nhu cầu của các thế hệ tương lai..." 1. Nói cách khác, phát triển bền vững phải bảo đảm có sự phát triển kinh tế hiệu quả, xã hội công bằng và môi trường được bảo vệ, gìn giữ. Để đạt được điều này, tất cả các thành phần kinh tế - xã hội, nhà cầm quyền, các tổ chức xã hội... phải bắt tay nhau thực hiện nhằm mục đích dung hòa 3 lĩnh vực chính: kinh tế - xã hội - môi trường.
1 Hai khái niệm gắn liền với quan điểm trên:
- Khái niệm "nhu cầu"...

- Khái niệm của sự giới hạn mà tình trạng hiện tại của khoa học kỹ thuật và sự tổ chức xã hội áp đặt lên khả năng đáp ứng của môi trường nhằm thỏa mãn nhu cầu hiện tại và tương lai.

Sau đó, năm 1992, tại Rio de Janeiro, các đại biểu tham gia Hội nghị về Môi trường và Phát triển của Liên hiệp quốc đã xác nhận lại khái niệm này, và đã gửi đi một thông điệp rõ ràng tới tất cả các cấp của các chính phủ về sự cấp bách trong việc đẩy mạnh sự hòa hợp kinh tế, phát triển xã hội cùng với bảo vệ môi trường.
Năm 2002, Hội nghị thượng đỉnh Thế giới về Phát triển bền vững (còn gọi là Hội nghị Rio +10 hay Hội nghị thượng đỉnh Johannesburg) nhóm họp tại Johannesburg, Cộng hòa Nam Phi với sự tham gia của các nhà lãnh đạo cũng như các chuyên gia về kinh tế, xã hội và môi trường của gần 200 quốc gia đã tổng kết lại kế hoạch hành động về phát triển bền vững 10 năm qua và đưa ra các quyết sách liên quan tới các vấn đề về nước, năng lượng, sức khỏe, nông nghiệp và sự đa dạng sinh thái.
Theo Tổ chức ngân hàng phát triển châu Á (ADB): "Phát triển bền vững là một loại hình phát triển mới, lồng ghép quá trình sản xuất với bảo tồn tài nguyên và nâng cao chất lượng môi trường. Phát triển bền vững cần phải đáp ứng các nhu cầu của thế hệ hiện tại mà không phương hại đến khả năng của chúng ta đáp ứng các nhu cầu của thế hệ trong tương lai".

## Lịch sử
Tháng 4 năm 1968: Tổ chức The Club of Rome được sáng lập, đây là một tổ chức phi chính phủ hỗ trợ cho việc nghiên cứu "Những vấn đề của thế giới" - một cụm từ được đặt ra nhằm diễn tả những vấn đề chính trị, văn hóa, xã hội, môi trường và công nghệ trên toàn cầu với tầm nhìn lâu dài. Tổ chức này đã tập hợp những nhà khoa học, nhà nghiên cứu, nhà kinh doanh cũng như các nhà lãnh đạo của các quốc gia trên thế giới (bao gồm cả Tổng thống Liên Xô Mikhail Sergeyevich Gorbachyov và Rigoberta Menchú Tum). Trong nhiều năm, The Club of Rome đã công bố một số lượng lớn các báo cáo, bao gồm cả bản báo cáo The Limits to Growth (Giới hạn của sự tăng trưởng) - được xuất bản năm 1972 đề cập tới hậu quả của việc tăng dân số quá nhanh, sự hữu hạn của các nguồn tài nguyên...
Tháng 6 năm 1972: Hội nghị của Liên Hợp Quốc về con người và môi trường được tổ chức tại Stockholm, Thụy Điển được đánh giá là hành động đầu tiên đánh dấu sự nỗ lực chung của toàn thể nhân loại nhằm giải quyết các vấn đề về môi trường. Một trong những kết quả của hội nghị lịch sử này là sự thông qua bản tuyên bố về nguyên tắc và kế hoạch hành động chống ô nhiễm môi trường. Ngoài ra, Chương trình Môi trường của Liên Hợp Quốc cũng được thành lập.
Năm 1984: Đại hội đồng Liên hiệp quốc đã ủy nhiệm cho bà Gro Harlem Brundtland, khi đó là Thủ tướng Na Uy, quyền thành lập và làm chủ tịch Ủy ban Môi trường và Phát triển Thế giới (World Commission on Environment and Development - WCED), nay còn được biết đến với tên Ủy ban Brundtland. Tới nay, ủy ban này đã được ghi nhận có những công hiến rất giá trị cho việc đẩy mạnh sự phát triển bền vững.
Năm 1987: Hoạt động của Ủy ban Môi trường và Phát triển Thế giới trở nên nóng bỏng khi xuất bản báo cáo có tựa đề "Tương lai của chúng ta" (tựa tiếng Anh: Our Common Future và tiếng Pháp là Notre avenir à tous, ngoài ra còn thường được gọi là Báo cáo Brundtland). Bản báo cáo này lần đầu tiên công bố chính thức thuật ngữ "phát triển bền vững", sự định nghĩa cũng như một cái nhìn mới về cách hoạch định các chiến lược phát triển lâu dài.
Năm 1989: Sự phát hành và tầm quan trọng của Our Common Future đã được đưa ra bàn bạc tại Đại hội đồng Liên hiệp quốc và đã dẫn đến sự ra đời của Nghị quyết 44/228 - tiền đề cho việc tổ chức Hội nghị về Môi trường và Phát triển của Liên hiệp quốc.
Năm 1992: Rio de Janeiro, Brasil là nơi đăng cai tổ chức Hội nghị thượng đỉnh về Trái Đất, tên chính thức là Hội nghị về Môi trường và Phát triển của Liên hiệp quốc (UNCED). Tại đây, các đại biểu tham gia đã thống nhất những nguyên tắc cơ bản và phát động một chương trình hành động vì sự phát triển bền vững có tên Chương trình Nghị sự 21 (Agenda 21). Với sự tham gia của đại diện hơn 200 nước trên thế giới cùng một số lượng lớn các tổ chức phi chính phủ, hội nghị đã đưa ra bản Tuyên ngôn Rio về môi trường và phát triển cũng như thông qua một số văn kiện như hiệp định về sự đa dạng sinh học, bộ khung của hiệp định về sự biến đổi khí hậu, tuyên bố về nguyên tắc quản lý, bảo tồn rừng...
Năm 2002: Hội nghị thượng đỉnh Thế giới về Phát triển bền vững nhóm họp tại Johannesburg, Nam Phi là dịp cho các bên tham gia nhìn lại những việc đã làm 10 năm qua theo phương hướng mà Tuyên ngôn Rio và Chương trình Nghị sự 21 đã vạch ra, tiếp tục tiến hành với một số mục tiêu được ưu tiên. Những mục tiêu này bao gồm xóa nghèo đói, phát triển những sản phẩm tái sinh hoặc thân thiện với môi trường nhằm thay thế các sản phẩm gây ô nhiễm, bảo vệ và quản lý các nguồn tài nguyên thiên nhiên. Hội nghị cũng đề cập tới chủ đề toàn cầu hóa gắn với các vấn đề liên quan tới sức khỏe và phát triển. Các đại diện của các quốc gia tham gia hội nghị cũng cam kết phát triển chiến lược về phát triển bền vững tại mỗi quốc gia trước năm 2005. Việt Nam cũng đã cam kết và bắt tay vào hành động với Dự án VIE/01/021 "Hỗ trợ xây dựng và thực hiện Chương trình Nghị sự 21 của Việt Nam" bắt đầu vào tháng 11/2001 và kết thúc vào tháng 12/2005 nhằm tạo tiền đề cho việc thực hiện Vietnam Agenda 21.

## Mục tiêu
Mục tiêu của PTBV là đạt được sự đầy đủ về vật chất, sự giàu có về tinh thần và văn hóa, sự bình đẳng của các công dân và sự đồng thuận của xã hội, sự hài hòa giữa con người và tự nhiên:
- PTBV về kinh tế.
- PTBV về xã hội.
- PTBV về môi trường.
- An Ninh Quốc phòng.

## Nguyên Tắc PTBV
Nguyên tắc PTBV đưa ra nhằm phục vụ cho việc xác định quyền và nghĩa vụ của các tổ chức, cá nhân đối với cộng đồng. Các quy định nhằm đảm bảo thực hiện đúng các nguyên tắc PTBV:
- Nguyên tắc về sự ủy thác của nhân dân: Nguyên tắc này yêu cầu chính quyền phải hành động để ngăn ngừa các thiệt hại về môi trường ở bất cứ nơi đâu xảy ra. Nguyên tắc này cho rằng công chúng có quyền đòi hỏi chính quyền với tư cách là tổ chức đại diện cho họ phải có hành động ứng xử kịp thời với các sự cố môi trường.
- Nguyên tắc bình đẳng giữa các thế hệ: là quyền cốt lõi của phát triển bền vững. Việc thỏa mãn nhu cầu của thế hệ hiện tại không phương hại đến nhu cầu của tương lai. Nguyên tắc này phụ thuộc vào sự áp dụng tổng hợp các nguyên tắc khác của sự phát triển bền vững.
- Nguyên tắc phòng ngừa: Ở những nơi xảy ra sự cố môi trường nghiêm trọng, phải có biện phát ngăn ngừa đề phòng kể cả các biện pháp chi phí, khi chung ta còn nghi ngờ tác động môi trường của phát triển thì cần phải có biện pháp phòng ngừa tương ứng với mức đột tác động xấu nhất.
- Nguyên tắc phân quyền và ủy quyền.
- Nguyên tắc bình đẳng trong nội bộ thế hệ.
- Nguyên tắc người gây ô nhiễm phải trả tiền.
- Nguyên tắc người sử dụng phải trả tiền.

## Tình Hình Thực Hiện PTBV Trên Thế giới
- Nghèo đói:
- Thế giới hiện này còn 1.2 tỷ người có mức thu nhập dưới 1 dola/ngày (24% dân số thế giới), 2.8 tỷ người dưới 2 dola/ngày (51 %).
- Hơn 1 tỷ người ở các nước kém phát triển không có nước sạch và phương tiện vệ sinh.
- Mục tiêu toàn cầu: Trong giai đoạn 1990-2015 giảm một nửa số người có thu nhập 1dola/ngày.

- Thất học:
- 2/3 dân số mù chữ là nữ.
- Thế giới vẫn còn 113 triệu trẻ em không được đi học.

-Sức khỏe:
- Mỗi năm có 11 triệu trẻ em dưới 5 tuổi chết.
- 1/3 số người chết ở các nước đang phát triển là do nghèo đói.
- Mỗi năm có 3 triệu người chết vì HIV/AIDS, trong đó có 0.5 triệu là trẻ em, mỗi ngày có 8000 người, 10s có một người chết.

## Tình Hình Thực Hiện PTBV Ở Việt Nam
Năm 1990: Thành lập Cục môi trường.
Năm 2003: Bộ Tài nguyên và Môi trường.
Năm 1991: Chiến lược bảo vệ môi trường quốc gia giai đoạn 1991-2000.
Năm 1993: Luật bảo vệ môi trường. Sửa đổi 2005.
Năm 1998: Nghị quyết của Bộ chính trị về bảo vệ môi trường trong thời kỳ CNH, HĐH.
Năm 8/2000: Chính phủ quyết định soạn thảo Chương trình nghị sự 21 quốc gia.
Năm 2003: Chiến lược quốc gia về bảo vệ môi trường.
Năm 8/2004: Định hướng chiến lược về phát triển bền vững (Chương trình nghị sự 21 quốc gia).
- Kinh tế:
- Kinh tế tăng trưởng nhanh và theo chiều rộng. Tiềm lực kinh tế còn yếu.

| %        | 1992-1997 | 1998-2000 |
| -------- | --------- | --------- |
| Vốn      | 69        | 57.5      |
| Lao động | 16        | 20        |
| Hiệu quả | 15        | 22.5      |

Bảng tỷ lệ đóng góp vào GDP của các yếu tố.
- Số nợ hiện nay của Việt Nam so với các nước khác chưa thuộc loại cao và chưa tới giới hạn nguy hiểm. Song số nợ đó đang tăng lên nhanh chóng và sẽ có nguy cơ đe doạ tính bền vững của sự phát triển trong tương lai, nhất là khi vốn vay chưa được sử dụng có hiệu quả.
- Mô hình tiêu dùng: Sao chép lối sống tiêu thụ của các nước phát triển, trong đó có nhiều điều không có lợi cho việc tiết kiệm tài nguyên và phát triển bền vững. Khai thác cạn kiệt tài nguyên quý hiếm nhằm đáp ứng nhu cầu xa xỉ của một số người đang diễn ra phổ biến.

- Xã hội:
- Đầu tư của Nhà nước cho các lĩnh vực xã hội ngày càng tăng.
- Một hệ thống luật pháp đã được ban hành đáp ứng được đòi hỏi của thực tiễn và phù hợp hơn với yêu cầu.
- Đời sống nhân dân ở cả thành thị và nông thôn đã được cải thiện.
- Các chỉ tiêu xã hội được cải thiện hơn rất nhiều. Chỉ số phát triển con người (HDI) của Việt Nam đã tăng từ 0,611 năm 1992 lên 0,682 năm 1999. Xếp hạng HDI trong số 162 nước, Việt Nam đứng thứ 120 năm 1992; thứ 101 năm 1999 và thứ 109 trên 175 nước vào năm 2003.
- Về chỉ số phát triển giới (GDI), năm 2003 Việt Nam được xếp thứ 89 trong tổng số 144 nước. Phụ nữ chiếm 26% tổng số đại biểu Quốc hội, là một trong 15 nước có tỷ lệ nữ cao nhất trong cơ quan quyền lực của Nhà nước.

- Môi trường:
- Xét về độ an toàn của môi trường, Việt Nam đứng cuối bảng trong số 8 nước ASEAN, và xếp thứ 98 trên tổng số 117 nước đang phát triển.
- Việt Nam đã có nhiều nỗ lực nhằm khắc phục những hậu quả môi trường do chiến tranh để lại. Nhiều chính sách quan trọng về quản lý, sử dụng tài nguyên thiên nhiên và bảo vệ môi trường đã được xây dựng và thực hiện trong những năm gần đây.
- Nội dung bảo vệ môi trường đã được đưa vào giảng dạy ở tất cả các cấp học trong hệ thống giáo dục quốc dân.

"Để đảm bảo có một tương lai an toàn hơn, phồn vinh hơn, chúng ta chỉ có một con đường là giải quyết một cách cân đối các vấn đề về môi trường và phát triển cùng một lúc."

## Các vấn đề, lĩnh vực liên quan
| - Bảo quản và tái tạo rừng - Biến đổi khí hậu - Chiến lược phát triển bền vững tầm quốc gia - Công nghệ sinh học - Công nghệ - Công nghiệp - Du lịch bền vững - Đa dạng sinh học - Đào tạo và giáo dục - Giao thông vận tải | - Hạn hán và sa mạc hóa - Hơp tác quốc tế vì môi trường - Hỗ trợ đào tạo - Khí tượng - Khoa học - Khoa học sức khỏe - Khống chế và giảm thiểu dịch bệnh - Kiến trúc - Lãng phí - Luật pháp quốc tế | - Major Groups - Năng lượng - Nghèo đói - Nhân khẩu học - Nông nghiệp - Nước sạch - Quản lý doanh nghiệp - Quản lý đất đai - Quản lý hóa chất độc hại - Quy hoạch đô thị | - Tài chính - Tài nguyên biển - Tài nguyên nước - Thông tin cho quản trị - Thương mại và môi trường - Tiêu thụ và sản xuất - Vệ sinh |